# Лінія B (Празький метрополітен)

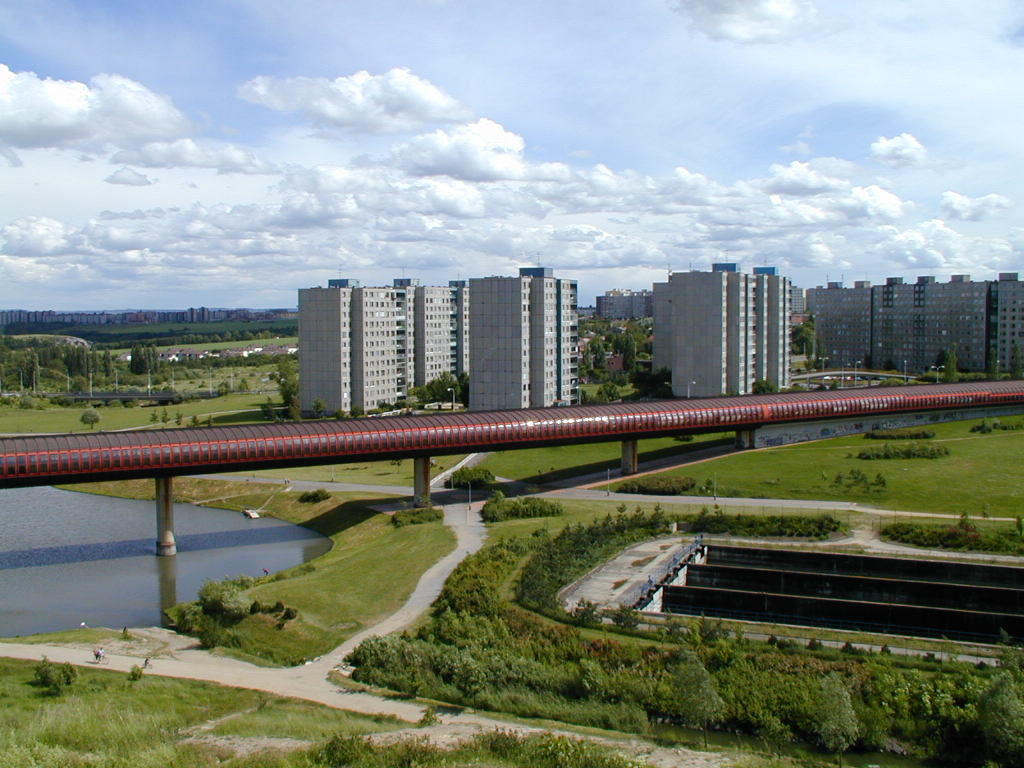
Міст між станціями «Лужіни» та «Гурка»

Лінія B (чеськ. Linka B) Празького метрополітену — третя за хронологічним порядком. Відкрилася 1985 року, основний період розширення — 1990-і. Зараз це найдовша лінія з 24 станціями та загальною довжиною 25,6 км. Традиційно позначається жовтим кольором.

## Історія
| Ділянка                          | Дата відкриття    | Довжина (км) |
| -------------------------------- | ----------------- | ------------ |
| Florenc-Smíchovské nádraží       | 2 листопада 1985  | 4,9          |
| Smíchovské nádraží-Nové Butovice | 26 жовтня 1988    | 4,9          |
| Florenc-Českomoravská            | 22 листопада 1990 | 4,4          |
| Nové Butovice-Zličín             | 11 листопада 1994 | 5,1          |
| Českomoravská-Černý Most         | 8 листопада 1998  | 6,3          |
| Hloubětín                        | 8 червня 1999     |              |
| Kolbenova                        | 26 червня 2001    |              |
| Всього:                          | 24 станції        | 25,6         |